# ۷۴۰ (پیش از میلاد)
۷۴۰ (پیش از میلاد) ۷۴۰مین سال قبل از تقویم میلادی است.